# Свети Николай (Братмир)
„Свети Николай“ (на гръцки: Ιερός Ναός Αγίου Νικολάου Μπρατμιρίου) е възрожденска православна църква в Костурско, Егейска Македония, Гърция, част от Сисанийската и Сятищка епархия.

## Местоположение
Църквата е разположена на територията на дем Горуша на границата с дем Хрупища, югозападно от град Хрупища (Аргос Орестико), в землището на село Скалохори  (Чърчища), между селата Нестиме (Ностимо) на северозапад, Скалохори на югоизток и Бухин (Антиро) на югозапад.

## История
Църквата е строена в османско време. Тя е енорийски храм на заличеното българско село Братмир, последната запазена от него сграда. Поддържана е от местното население в добро състояние.